# Ekkentropelma brychia
Ekkentropelma brychia is een zeekomkommer uit de familie Psolidae.
Ekkentropelma en Ekkentropelma brychia werden in 1971 voor het eerst wetenschappelijk beschreven door David Pawson.